# イボキサゴ
イボキサゴ Umbonium moniliferumは、海棲巻貝の一種で、ニシキウズガイ科の腹足類軟体生物である。

## 形態
貝殻の大きさは10 mm から 20 mm の間である。円錐形の螺塔は、高さが低く扁平した形をしている。殻の色は、黄色・ピンク色・もしくは白色っぽい部分と、紫褐色または青みがかったスレート色とで緻密なモザイク模様を示し、基底部は紫がかった肉色である。表面には磨かれたような光沢があり、貝殻の渦巻上にらせん状の溝が通常3 - 5つ刻まれているが、しばしば退化しかかっている。縫合線の縁には、殻の渦に沿って8 - 11個の目立った結節が見られることがある。和名の「イボ」はこれに由来する。殻にはおよそ6周の渦があり、その最も外側はほぼ丸い形で下に突き出ている。滑層 (callus)は重量があり、凸状の円形を示す。
キサゴと比較して殻が小さく、滑層は大きい。

## 生態
内湾的環境の砂泥底に群生し、秋のおわり頃に放精・放卵する。稚貝は冬、年明けに着底する。タイワンガザミやイシガニはイボキサゴの幼貝を好み、夏季に半数程度が捕食される。生存した幼貝はその年の秋には成貝に成長し、集団での生殖に参加する。キサゴに比べて浅い潮間帯に生息するイボキサゴでは、キサゴのように俊敏なヒトデに対する逃避行動は見られない。

## 分布
本種は日本と大韓民国に分布する。日本においては東北地方から九州沿岸に分布し、浜名湖や瀬戸内海中西部に「健全な個体群」が見られる。一方、大都市圏に近い海域（東京湾・伊勢湾・三河湾・博多湾）では生息が減少し、限られた場所でしか発見されなくなっている。環境省は、2012年の第4次レッドリストで本種を準絶滅危惧 (NT)に位置づけ、2020年の最新版でも同じ評価である。
生活環境としては浅瀬・干潟に多く生息するとされる。

## 人との関係
21世紀においては市場価値は全くない状態である。東京湾の数少ない生息地である盤州干潟周辺の漁師からは、アサリや海苔の生育の邪魔になる、という意見も見られる。
一方、東京湾に面した千葉県の加曽利貝塚や中野木台遺跡・藤崎堀込貝塚などで多くの貝殻が発見されており、この地域における縄文時代の大型貝塚に見られる貝の9割を占める。当時は食糧として利用されていたと考えられている。さらに、中世までの千葉県内の遺跡でもまとまった形で貝殻が発見されている。江戸時代以降は肥料としての利用が増えたほか、明治時代には貝殻がおはじきに使われていた。
縄文時代における利用方法については、その小さなサイズから、直接の食用よりもむしろ出汁として用いられたのではないか、という見解が示されている。
千葉県では新たな地域資源として、イボキサゴを様々な形で料理として提供する試みがおこなわれている。